# Barbichthys
Barbichthys is een geslacht van straalvinnige vissen uit de familie van eigenlijke karpers (Cyprinidae).

## Soort
- Barbichthys laevis (Valenciennes, 1842)